# Waldbrandgefährdung (Deutschland)

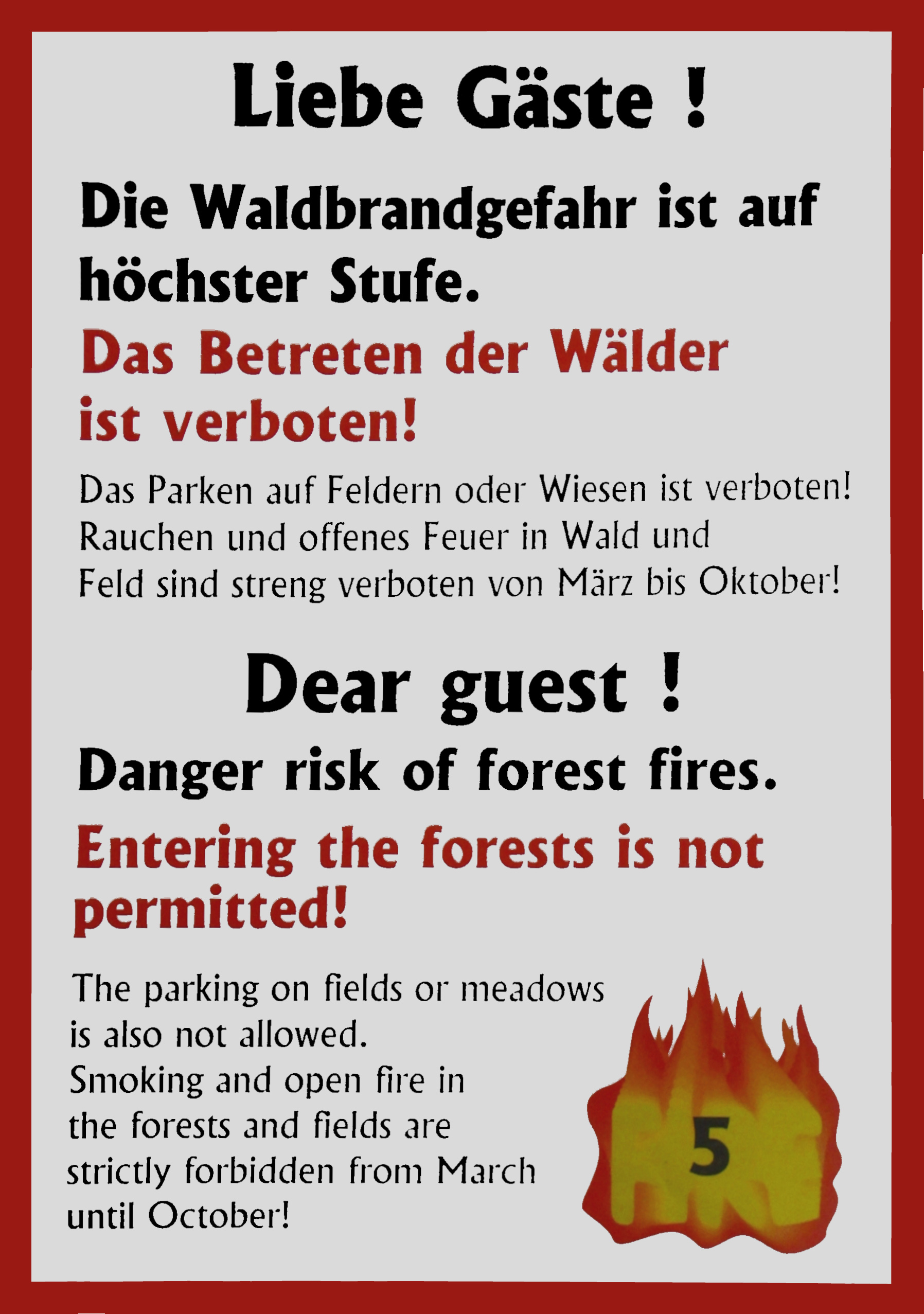
Warntafel mit der höchsten Warnstufe auf einem Campingplatz in Deutschland

Die Waldbrandgefährdung wurde in Deutschland bis Ende 2013 durch verschiedene Waldbrandgefahrenindizes oder Waldbrandgefahrenklassen ermittelt und wurden teilweise als Waldbrandwarnstufe veröffentlicht. Seit 2014 gilt für alle Bundesländer ein einheitliches Warnstufenmodell, welches im Herbst 2013 beschlossen wurde und bundeseinheitlich die Darstellung der Waldbrandgefahr mit den Stufen 1–5 vorsieht. Diese Darstellung entspricht dem internationalen Standard und auch der Deutsche Wetterdienst verwendet diese Stufen auf seiner Internetseite für die Darstellung der Waldbrandgefahr. Die Warnstufen dienen vor allem der Prävention von Waldbränden. Die Vorgehensweise und Einteilung ist regional unterschiedlich und wird meist in Waldbrandschutzverordnungen geregelt. Die aktuelle Gefährdungsstufe ist bei der örtlichen Feuerwehr oder dem Deutschen Wetterdienst zu erfahren.

## Waldbrandgefahrenklassen
Die Einteilung von Waldgebieten in Waldgefahrenklassen erfolgt überwiegend in den östlichen Bundesländern, die einen hohen Kiefernanteil aufweisen. Diese Klassen geben dabei die unterschiedliche Zünd- und Brennfähigkeit unterschiedlicher Holzarten wider. Kiefernwälder sind stärker durch Waldbrand gefährdet als Laubwälder. Meist wird in die drei Klassen A, B und C aufgeteilt, wobei die Klasse A der höchsten Stufe entspricht. Die Einteilung erfolgt über die aktuelle Bestockung und die statistische Auswertung früherer Brände. Sie gilt für bestimmte Regionen (zum Beispiel Forstämter oder Landkreise). Eine regelmäßige Aktualisierung wird durch die Forstbehörden durchgeführt, im Land Brandenburg erfolgt diese alle fünf Jahre.
| Klassen | Beschreibung                           |
| ------- | -------------------------------------- |
| A1      | Gebiete mit sehr hoher Waldbrandgefahr |
| A       | Gebiete mit hoher Waldbrandgefahr      |
| B       | Gebiete mit mittlerer Waldbrandgefahr  |
| C       | Gebiete mit geringer Waldbrandgefahr   |

Die EU-Kommission klassifizierte die Wälder Europas ebenfalls in verschiedene Stufen der Gefährlichkeit (A/B/C). Beispielsweise liegt das Land Brandenburg in Deutschland danach auf der höchsten Stufe und ist damit der gleichen Gruppe zugeordnet worden wie Südfrankreich, Korsika und Südspanien.

## Berechnung von Waldbrandgefahrenindizes
Neben den mittelfristig geltenden Waldbrandgefahrenklassen ist für die aktuelle Waldbrandgefährdung insbesondere die jeweilige Witterung ausschlaggebend. Unter Hilfenahme von Klimadaten können tagesweise gültige Indizes berechnet werden.
Der Deutsche Wetterdienst berechnet die Gefährdungslage von Waldbränden aktuell mithilfe des Waldbrandgefahrenindex WBI, davor mittels des M-68.

### Waldbrandgefahrenindex WBI
Der Waldbrandgefahrenindex WBI ist eine Weiterentwicklung des M-68. Der neue Waldbrandgefahrenindex basiert auf einer sogenannten Feuerintensitätsgleichung. Berücksichtigt werden hierbei nicht nur die
- gemessenen und prognostizierten Wetterdaten, sondern auch
- die Laufgeschwindigkeit des Feuers (in Abhängigkeit von der Bestandsstruktur des Waldes hinsichtlich Boden, Streuauflage und Kronenbereich)[2]

### Waldbrandgefahrenindex M-68
Das M-68-Modell wurde in der DDR entwickelt und aufgrund seiner Zuverlässigkeit vom Deutschen Wetterdienst lange Zeit als Waldbrandgefahrenindex übernommen.
Meteorologische Eingangsgrößen sind:
- Mittagswerte der Lufttemperatur
- Mittagswerte der relativen Luftfeuchte
- Mittagswerte der Windgeschwindigkeit
- 24-stündige Niederschlagssumme
- morgendliche Schneehöhe (nur im Frühjahr)

Diese Werte werden mit Daten zur Waldbrandgefahrenklasse und zum Vegetationszustand in Verbindung gebracht. Während trockener Waldbodenbewuchs die Brandgefahr erhöht, wirkt grüne Vegetation gefährdungsmindernd.
Als Ergebnis werden örtlich bezogene Gefährdungsstufen berechnet. Im ursprünglichen Verfahren gingen diese von Stufe 0 bis 4, inzwischen wurden sie jedoch an die internationalen Gegebenheiten angepasst und auf 1 bis 5 festgelegt.
| aktuelle WBI-Stufen | ursprüngliches M-68-Modell | Beschreibung        |
| ------------------- | -------------------------- | ------------------- |
| 1                   | 0                          | sehr geringe Gefahr |
| 2                   | 1                          | geringe Gefahr      |
| 3                   | 2                          | mittlere Gefahr     |
| 4                   | 3                          | hohe Gefahr         |
| 5                   | 4                          | sehr hohe Gefahr    |

## Waldbrandwarnstufe

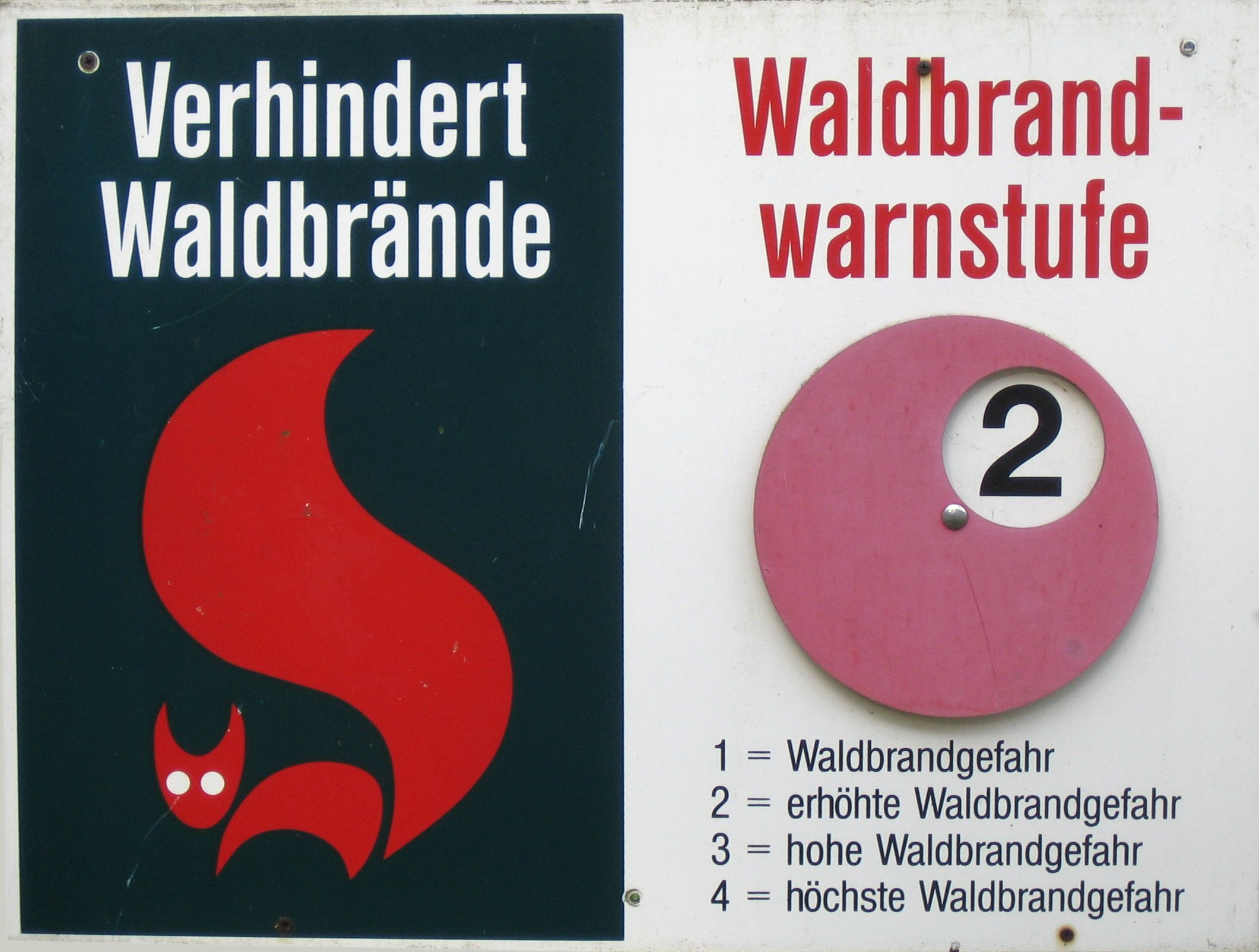
Warntafel mit Warnstufe 2 nach dem alten M-68-Modell

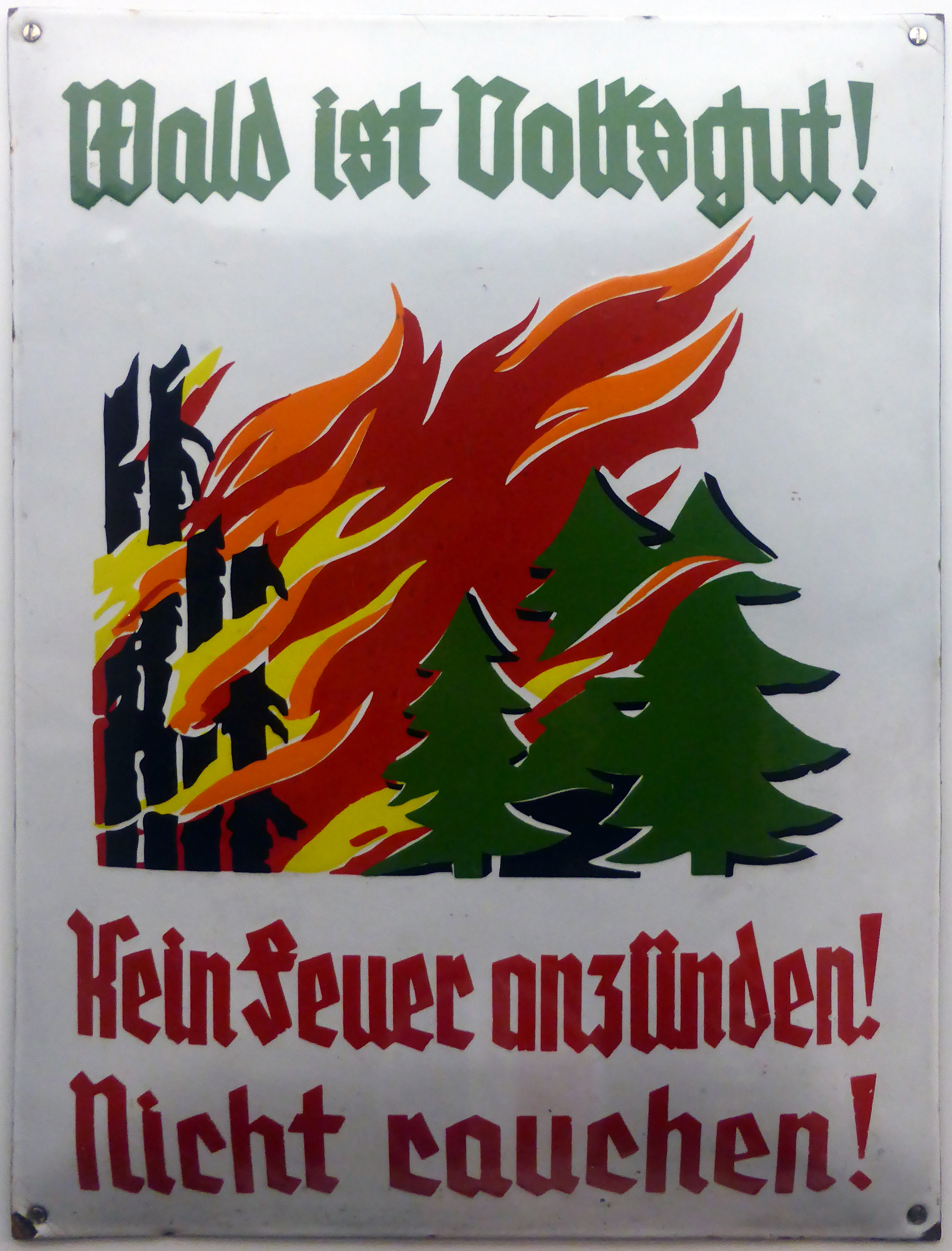
Warnschild um 1940

Auf Grundlage der Waldbrandgefahrenindizes geben die jeweils zuständigen Behörden im Bedarfsfall Waldbrandwarnstufen bekannt. Die Bekanntgabe wirkt sich auf die Wachsamkeit des Forstpersonals aus. So werden mit zunehmender Warnstufe zum Beispiel Waldbranddienste eingesetzt, die Besetzung der Feuerwachtürme intensiviert und die Waldbrandzentralen aktiviert. Auch können regional ab Stufe 4 Waldgebiete für den Besucherverkehr gesperrt werden.
| Stufen (alte Bundesländer/ neue Bundesländer seit 2014) | Beschreibung        | Stufen (DDR/neue Bundesländer bis 2014) | Beschreibung            |
| ------------------------------------------------------- | ------------------- | --------------------------------------- | ----------------------- |
| Stufe 1                                                 | sehr geringe Gefahr | –                                       | keine Waldbrandgefahr   |
| Stufe 2                                                 | geringe Gefahr      | Stufe I                                 | Waldbrandgefahr         |
| Stufe 3                                                 | mittlere Gefahr     | Stufe II                                | erhöhte Waldbrandgefahr |
| Stufe 4                                                 | hohe Gefahr         | Stufe III                               | hohe Waldbrandgefahr    |
| Stufe 5                                                 | sehr hohe Gefahr    | Stufe IV                                | höchste Waldbrandgefahr |

## Verwandte Themen
Das Gegenstück für Flurbrände in Deutschland ist der Grasland-Feuerindex (GLFI).
Im Mai 2022 wird ein webbasiertes Tool für die Abschätzung von örtlicher Waldbrandgefahr in Österreich fertiggestellt. Wissenschaftler der TU Wien und BOKU Wien kooperieren im seit 2019 laufenden Projekt CONFIRM, das Satelliten-Messdaten des europäischen Erdbeobachtungsprogramms Copernicus auswertet.